# برنارد مكنالي
برنارد مكنالي (بالإنجليزية: Bernard McNally)‏ مواليد 17 فبراير 1963 في شروزبري، هو لاعب كرة قدم إنجليزي دولي سابق كان يلعب كلاعب وسط. سبق له أن لعب في كأس العالم لكرة القدم مع منتخب بلاده.

## المسيرة الاحترافية

### أندية لعب لها
- شروزبري تاون
- وست بروميتش ألبيون
- نادي تلفورد يونايتد

## روابط خارجية
- برنارد مكنالي على موقع قاعدة بيانات كرة القدم.إي يو (الإنجليزية)
- برنارد مكنالي على موقع ناشيونال فوتبول تيمز (الإنجليزية)
- برنارد مكنالي على موقع عالم كرة القدم.نت (الإنجليزية)